# Adalbert II d'Ivrea
Aubert o Adalbert II d'Ivrea (Aubert o Adalbert I d'Italia) (931- 972) va ser marquès d'Ivrea i rei d'Itàlia (rei conjuntament amb el seu pare, Berenguer II (950-962) en oposició al rei d'Alemanya, Otó I, marquès o marcgravi d'Ivrea, comte d'Aosta i comte de Llombardia.

## Orígens
Fill del marquès d'Ivrea i rei d'Itàlia Berenguer i de Wil·la d'Arle (912-970) filla del comte de Provença i marquès de Toscana, Bosó d'Arle i de Wil·la de Borgonya (filla del rei Rodolf I de Borgonya i de Wil·la de Provença).

## Biografia
El 15 de desembre del 950 Adalbert, junt amb el seu pare Berenguer, va ser coronat rei d'Itàlia; Berenguer havia estat escollit rei per bona part de la noblesa, mentre que l'oposició a la seva elecció s'agrupava al voltant de la vídua del rei Lotari II d'Itàlia (mort el 22 de novembre del 950) Adelaida, que va ser maltractada i empresonada per ordre de Berenguer, i li va ser confiscat també la seva important dot.
Adelaida va aconseguir escapar l'agost del 951 amb l'ajuda del bisbe de Reggio, i es va refugiar a l'inexpugnable castell de Canossa, protegida pel comte Adalbert Ató, vassall del bisbe de Reggio.
Al setembre d'aquest any 951, Otó I de Saxònia es va presentar a Itàlia per donar suport als drets d'Adelaida, i va arribar a Pavia, sense trobar resistència. Després de casar-se amb Adelaida, la vídua del rei d'Itàlia, Otó va demanar al papa Agapit II de coronar-lo emperador; després de la negativa del Papa, i havent guanyat només una part del regne d'Itàlia, Otó va retornar a Alemanya el febrer del 952 deixant al seu fill Conrad el Roig el duc de Lotaríngia, per continuar la guerra contra Berenguer i Adalbert, que aviat va arribar a un acord amb Conrad. A la dieta d'Augsburg (agost del 952 Adalbert i el seu pare foren confirmats en la dignitat reial com a vassalls d'Otó, però van haver de cedir al germà d'Otó, el duc Enric I de Baviera la Marca de Verona, la marca del Friül i la marca d'Ístria.
Adalbert i Berenguer altre cop amos d'Itàlia, van posar setge a Canossa, al comte Adalbert Ató i la seva protegida Adelaida sense resultat. Berenguer i Adalbert es van venjar dels nobles, i especialment del clergat que l'havia traït.
L'any 955 després de la mort d'Enric I de Baviera, mentre que Otó estava ocupat en la lluita contra els hongaresos, Adalbert va recuperar la marca de Verona. El 957 Otó va organitzar la seva segona expedició a Itàlia, i va confiar el comandament al fill gran, el duc Liudolf de Suàbia, que va derrotar Adalbert (mentre Berenguer va fugir) i va conquerir tota la Llombardia la totalitat de la Llombardia, però l'antic duc de Suàbia va morir sobtadament a Pombia, a la vira del llac Maggiore d'unes febres. Aprofitant la mort de Liudolf, Adalbert i el seu pare van tornar a dominar totes les part d'Itàlia que havien perdut i aviat van començar les venjances.
Entre 958 i 959 es va casar amb Gerberga de Chalon (?-986) La filla del comte de Chalon-sur-Saône, i d'Autun Lambert.
El 959 va comprovar que el ducat de Spoleto no era un partidari lleial, Berenguer va atacar Spoleto i va conduir el duc Teobald II, mentre que Adalbert II va començar a saquejar el territori romà, reduint per la força al papa Joan XII que el 960 va enviar una delegació a Alemanya per sol·licitar l'ajuda d'Otó. L'agost de 961, responent a la crida del papa Joan XII, Otó va tornar a Itàlia, mentre que Adalbert va tractar d'organitzar la resistència al nord de Verona; Berenguer, després d'haver incendiat el palau reial de Pavia, va fugir enfront de les tropes d'Otó i es va fortificar a la fortalesa de San Leo. Adalbert traït per gairebé tots els comtes i bisbes, va haver de fugir davant l'avanç d'Otó, que va entrar a Pavia, on, després de deposar formalment a Berenguer i Adalbert del títol real, va ser coronat rei d'Itàlia, mentre que el seu fill, Otó II, que romania a Alemanya, fou declarat co-regent. Otó va avançar cap a Roma passant per Ravenna, perquè el marquès de Toscana havia restat fidel a Berengario i Adalberto, i el 2 de febrer del 962, va ser coronat emperador pel Papa Joan XII.
Tornant cap al nord va atacar al marquès de Toscana, Hubert de Spoleto, el va derrotar i el va exiliar, i després va atacar Adalbert, atrinxerat amb els seus germans, Conrad i Guiu I d'Ivrea i la seva mare, Wil·la, a la regió dels llacs. Adalbert va fuugir a Fraxinètum al sud de França que en aquest moment estava sota el domini dels sarraïns, i des d'allà va arribar a l'illa de Còrsega. La mare, però, es va veure obligada a rendir-se, al castell veí al Llac d'Orta i se li va permetre d'unir-se al seu marit, Berenguer II a Saint Leo, mentre els fills Guiu i Conrad es van sotmetre, i el primer fou reconegut com a marquès d'Ivrea. A la tardor del 963 Berenguer i Wil·la van ser finalment fets presoners i exiliats a Bamberg.
Adalbert va tornar a Itàlia l'any 964 després de la sortida d'Otó I d'Itàlia, i va tractar de fomentar una rebel·lió a la que es van unir els seus germans Guiu i Conrad, però va ser derrotat pel duc de Suabia Burcard III, enviat en contra seva per l'emperador Otó I; Guiu va ser assassinat i la marca d'Ivrea es va perdre
El 966 Berenguer II d'Itàlia va morir a la presó a Bamberg a Baviera on havia empresonat/exiliat per l'emperador germànic Otó I, el qual es va fer coronar llavors rei d'Itàlia amb la seva esposa Adelaida de Borgonya. El Regne d'itàlia feudatari de l'imperi carolingi va passar llavors sota sobirania feudal de l'imperi germànic.
El 968 Adalbert es va aliar amb l'emperador d'Orient, Nicéforo Focas, que estava en guerra contra Otó per la possessió de la Pulla i l'any següent, a la fi de les hostilitats entre els dos emperadors, Adalbert es va veure obligat a refugiar-se a Borgonya, on va morir el 975.

## Matrimoni i fills
Es va casar amb Gerberga de Chalon (filla del comte Lambert de Chalon i d'Autun) de la qual va tenir fills:
- Otó Guillem de Borgonya (962-1026) (primer comte palatí de Borgonya)
- Gisela (983-1020) casada amb el marcgravi Anselm I de Montferrat
- Arduí o Harduí († 1015) marcgravi d'Ivrea
- Gilbert († 1030) marcgravi d'Ivrea
- Amadeu

El 972 Adalbert va morir a l'edat de 41 anys. L'any següent, la seva vídua Gerberga, es va casar de nou amb el duc Enric I de Borgonya del qual no va tenir fills.
Formant part dels reis que es repartiren i regnaren sobre l'antic imperi carolingi de Carlemany, el seu pare el rei Berenguer II d'Itàlia va constituir per a la seva descendència, en el moment de la descomposició de l'antic imperi de Carlemany en ducats i en comtats feudals (començament del feudalisme a França), el comtat de Borgonya al voltant de Dole ocupant més o menys el modern Franc Comtat, excepte el comtat de Montbéliard). Aquest comtat de Borgonya fou vassall del ducat de Borgonya (constituït el 858), i dels reis carolingis de França.
El 982 el seu fill Otó-Guillem de Borgonya esdevingué el primer comte de Borgonya de la casa d'Ivrea, un comtat fundat aquest mateix any. Fou igualment el gendre del duc Enric I de Borgonya per les segones núpcies de la seva mare.